# Andy Richter

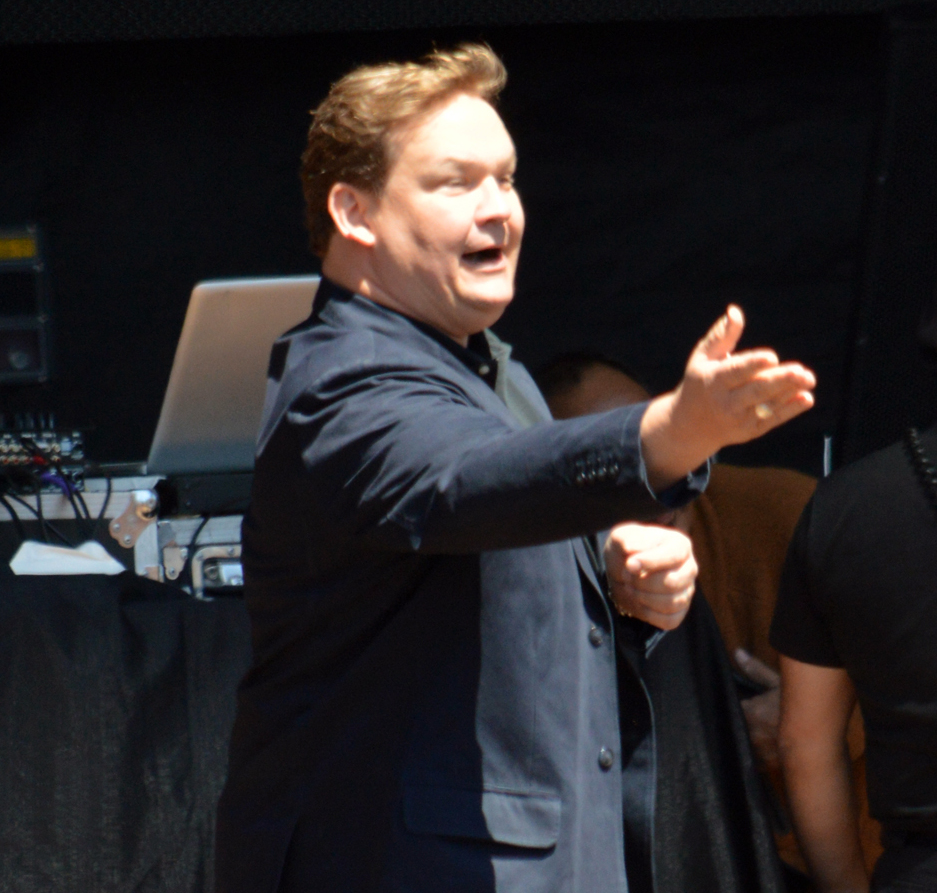
Andy Richter, 2013

Andy Richter (* 28. Oktober 1966 in Grand Rapids, Michigan) ist ein US-amerikanischer Entertainer. Er ist in Yorkville, Illinois, aufgewachsen.

## Karriere
Andy Richter war von 1993 bis 2000 der Sidekick des Late-Night-Talkers Conan O’Brien in dessen Show Late Night with Conan O’Brien, in den folgenden Jahren war er noch insgesamt für acht weitere Folgen zu Gast.
Nach seinem Ausstieg aus der Show hatte er Gastauftritte in zahlreichen Hollywood-Filmen, u. a. in Dr. T and the Women, Dr. Dolittle 2, Scary Movie 2, Jede Menge Ärger und Buddy – Der Weihnachtself. Von 2001 bis 2002 hatte er beim US-Sender FOX seine eigene Sendung Die Welt und Andy Richter (Andy Richter Controls the Universe).
2004 spielte er in dem Film Ein verrückter Tag in New York den verrückten Bennie Bang, einen Verbrecher, der Jane und Roxy Ryan (Mary-Kate und Ashley Olsen) jagt. Im Jahr 2006 spielte er in der FOX-Sitcom Arrested Development mit. Im Jahr 2007 hatte Richter mit Andy Barker, P.I. eine weitere eigene Fernsehserie, die unter anderem von Conan O’Brien erdachte NBC-Serie kam auf sechs Folgen.
Bis Anfang 2010 war er erneut Sidekick in der von Jay Leno übernommenen Show The Tonight Show an der Seite von Conan O’Brien. In der Late-Night-Show von O’Brien, Conan, war Richter von November 2010 bis Juni 2021 ebenfalls in dieser Funktion vertreten.
Seit 2005 spricht er den Lemur Mort in den Madagascar-Filmen und der zugehörigen Fernsehserie Die Pinguine aus Madagascar.
Seit Juni 2019 hat Richter einen eigenen Podcast bei Earwolf, der im Juni 2021 die 100. Ausgabe erreichte. Das wöchentliche Format mit dem Titel The Three Questions with Andy Richter wird von O’Briens Produktionsfirma „Team Coco“ produziert und gilt als Spin-off von dessen Podcast Conan O’Brien Needs a Friend. Ähnlich wie O’Brien unterhält sich Richter mit einem Prominenten pro Episode.
Im Oktober 2024 nahm Richter als Dust Bunny an der zwölften Staffel der US-amerikanischen Version von The Masked Singer teil, in der er den elften Platz belegte.

## Filmografie (Auswahl)
- 1993: The Positively True Adventures of the Alleged Texas Cheerleader-Murdering Mom (Fernsehfilm)
- 1993–2009: Late Night with Conan O’Brien (Fernsehserie, 569 Folgen)
- 1999–2004: The Daily Show with Jon Stewart (Fernsehserie, 5 Folgen)
- 2000: Dr. T and the Women
- 2001: Dr. Dolittle 2
- 2001: Pootie Tang
- 2001: Scary Movie 2
- 2002: Jede Menge Ärger (Big Trouble)
- 2002: Malcolm mittendrin (Malcolm in the Middle, Fernsehserie, Folge 3x19)
- 2002–2004: Die Welt und Andy Richter (Andy Richter Controls the Universe, Fernsehserie, 19 Folgen)
- 2003: Buddy – Der Weihnachtself (Elf)
- 2004: Ein verrückter Tag in New York (New York Minute)
- 2005: Madagascar (Stimme)
- 2006: Arrested Development (Fernsehserie, Folge 3x09)
- 2006–2008: The New Adventures of Old Christine (Fernsehserie, 4 Folgen)
- 2007: Andy Barker, P.I. (Fernsehserie, 6 Folgen)
- 2007: 30 Rock (Fernsehserie, Folge 2x09)
- 2007–2008: Monk (Fernsehserie, 2 Folgen)
- 2008: Madagascar 2 (Madagascar: Escape 2 Africa, Stimme)
- 2008–2013: Die Pinguine aus Madagascar (The Penguins of Madagascar, Fernsehserie, 81 Folgen, Stimme)
- 2009: Chuck (Fernsehserie, Folge 2x13)
- 2009: Fröhliches Madagascar (Merry Madagascar, Kurzfilm, Stimme)
- 2009–2010: The Tonight Show (Fernsehserie, 145 Folgen)
- 2010–2021: Conan (Fernsehserie, 1300+ Folgen)
- 2012: Madagascar 3: Flucht durch Europa (Madagascar 3: Europe's Most Wanted, Stimme)
- 2013: Happy Endings (Fernsehserie, Folge 3x17)
- 2014: Die Pinguine aus Madagascar (Penguins of Madagascar, Stimme)
- 2014–2017: King Julien (All Hail King Julien, Fernsehserie, 65 Folgen, Stimme)
- 2017–2018: Santa Clarita Diet (Fernsehserie, 5 Folgen)
- 2020: Love, Victor (Fernsehserie, 2 Folgen)
- 2021: Marcel the Shell with Shoes On
- 2024: The Masked Singer (Fernsehsendung, Teilnehmer Staffel 12, 11. Platz)